# Manganisme
Manganisme is een ziektebeeld dat veroorzaakt wordt door een overmatige inname van het element mangaan. Via de spijsvertering is dit een noodzakelijk sporenelement, en is een mangaanvergiftiging zeldzaam. Via de luchtwegen kan mangaanstof zeer giftig zijn.